# Coenraad Johannes van Houten

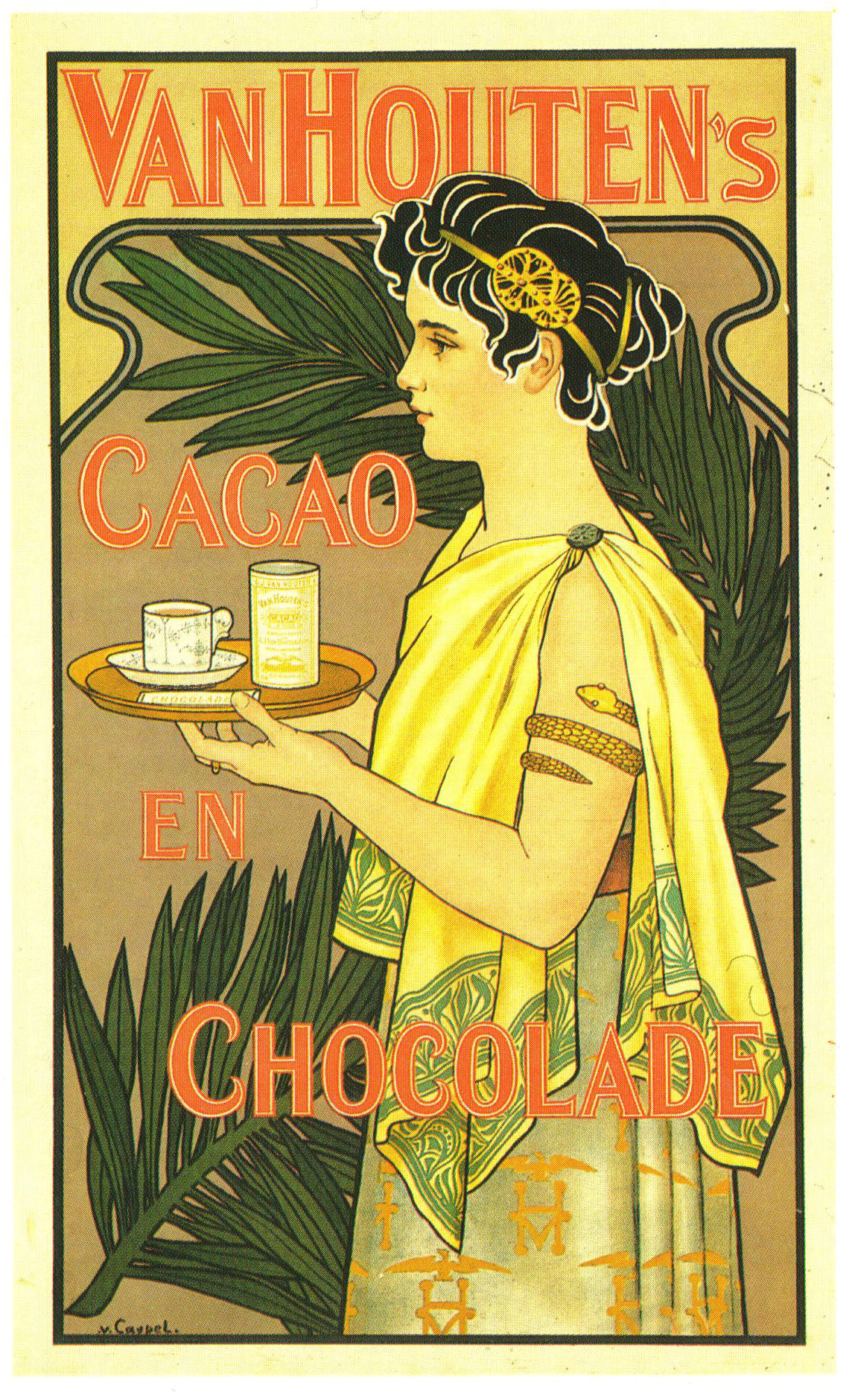
Cartel anunciador de la compañía chocolatera Van Houten, obra del artista Johann Georg van Caspel.

Coenraad Johannes van Houten (Ámsterdam, 15 de marzo de 1801-Weesp, 1887) fue un químico y empresario chocolatero reconocido por haber sido el primero en la historia del chocolate que trató la masa de cacao con compuestos alcalinos obteniendo así un cacao en polvos con propiedades desconocidas hasta la época. Al proceso específico dentro de la elaboración del chocolate se le denominó proceso holandés (por ser la patria de Van Houten) (denominado también proceso de Van Houten en su honor). Coenraad fue el segundo de una saga familiar de chocolateros, siendo su padre Casparus van Houten (1770-1858) el primero.

## Biografía
Coenraad van Houten nació en una familia de empresarios chocolateros, sus padres Casparus van Houten (1770-1858) y Arnoldina Koster ya poseían una factoría de chocolate en Ámsterdam en el año 1815. En aquella época los molinos de cacao eran muy habituales en la industria chocolatera y las granas de cacao se solían llevar a molinos especiales donde se pulverizaba la mezcla hasta crear un fino polvo. Todo este proceso acababa en una especie de chocolate para beber a la que se añadía azúcar, canela (o vainilla) y a veces migas de galletas. 

### La prensa del cacao
En el año 1828 Casparus van Houten Sr. (y no su hijo como se viene dando crédito) patentó un método para extraer la manteca del cacao de los granos de cacao tostados. El interior de la grana de cacao suele contener un promedio de 54 por ciento de manteca de cacao. La máquina patentada por Van Houten consistía en una prensa hidráulica capaz de reducir el contenido graso del cacao a la mitad. Este proceso dejaba como resultado final un polvo de cacao (denominado en el argot pastel) capaz de generar toda la serie de productos del chocolate. En 1838 la patente expiró, permitiendo a otros empresarios producir cacao en polvo y reproducir el éxito de Van Houten. Debido a las investigaciones que anteriormente hizo J. S. Fry en el año 1847 la empresaa chocolatera inglesa J. S. Fry & Sons produjo la primera barra de chocolate. Mejoras introducidas en chocolateras suizas por Daniel Peter hicieron posible el chocolate con leche en el año 1875. Mediante las mejoras técnicas introducidas por el suizo Rodolphe Lindt mediante el conchado en 1879, el chocolate se hizo más popular.

### El descubrimiento del "Proceso holandés"
Coenraad Van Houten fue el primero en introducir mejoras químicas en el proceso de elaboración del chocolate, tratando el cacao en polvo con substancias alcalinas con el objeto de neutralizar los compuestos ácidos del cacao formados furante su fase inicial de fermentación. Para ello empleó sales alcalinas como el carbonato potásico o el carbonato sódico, de esta forma el chocolate poseía sabores más suaves y era más soluble en líquidos. En la actualidad a este proceso se le denomina proceso holandés (en inglés "Dutching"). Forma parte del proceso de elaboración del chocolate.

### Carrera posterior

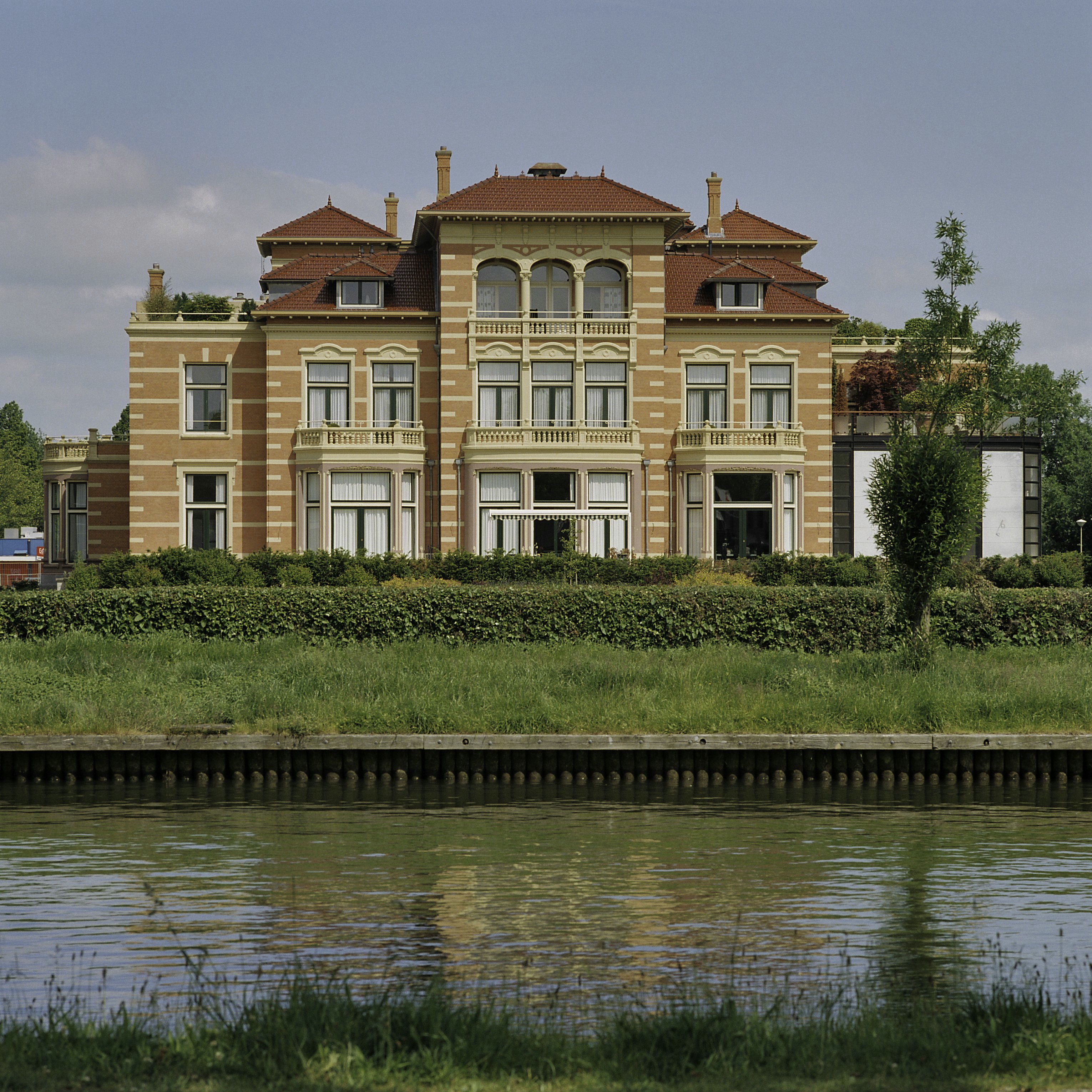
Villa Casparus en Weesp, cerca de Ámsterdam.

En el año 1835 Coenraad van Houten se casó con Hermina van Houten en Groningen. En 1850 trasladó la producción y algunas de las factorías desde Leiden a Weesp. En esta época las exportaciones de chocolate holandés a Inglaterra, Francia y Alemania crecían. En 1866 John Cadbury viajó a Weesp con la intención de comprar la prensa de Van Houten, a pesar de ello no pudo emplear las mejoras técnicas hasta el año 1875.
El hijo de Coenraad se llamó como su abuelo, Casparus (c.1844-1901), y fue continuador de la saga familiar fundada en 1865. Se encargó de la parte de publicidad y contribuyó al crecimiento de la compañía. Los carteles de anuncio, tan de moda en la empresa chocolatera de finales del siglo XIX, hicieron que los productos de Van Houten traspasaran las fronteras y alcanzaran Estados Unidos. En 1899 Van Houten produjo una pequeña cuña comercial para el cinematógrafo. La factoría se renovó en la ciudad de Weesp, cuya población se duplicó desde finales del siglo XIX. Casparus Jr. construyó una villa de 99 habitaciones de estilo Jugendstil en Weesp, diseñada por el arquitecto A. Salm (1857-1915). La villa comenzó su construcción en 1897, pero no fue completada hasta 1901, año de la muerte de Conraed.
La compañía Van Houten fue vendida en 1962 a W.R. Grace, y las factorías en Weesp se cerraron en 1971. La marca comercial Van Houten se emplea a comienzos del siglo XXI, siendo transferida en 1990 de la compañía manufacturera alemana Jacobs Suchard a Philip Morris. A comienzos de siglo XXI la marca es propiedad de la compañía manufacturera Barry Callebaut.